# Sinodolichos oxyphyllus
Sinodolichos oxyphyllus là một loài thực vật có hoa trong họ Đậu. Loài này được (Benth.) Verd. miêu tả khoa học đầu tiên.